# Stemmacantha carthamoides
Stemmacantha carthamoides là một loài thực vật có hoa trong họ Cúc. Loài này được (Willd.) Dittrich miêu tả khoa học đầu tiên năm 1984.